# 王海平 (1890年)
王海平（1890年—1953年），字鉴清，四川省蒲江县中兴场王山沟人。中华民国官员。

## 生平
清朝末年，王海平的父亲王肇远来到成都做鞋帽生意，从而定居成都。王海平早年于四川铁道学堂结业。1911年辛亥革命爆发，王海平追随尹昌衡，为尹昌衡夺得四川省政权作出了贡献。1912年，尹昌衡率部平定康藏叛乱，任川边经略使。1913年7月，北京政府任命王海平为执行正宣抚事西藏副宣抚使。王海平接受任命，率卫队30多人到昌都，声明“所抱宗旨乃一意和平 。”1913年，北京政府任命王海平为副代表，随代表陈贻范参加在英属印度西姆拉举行的西姆拉会议。
此后，王海平历任四川省三台县、巴县、巫山县、奉节县、涪陵县、叙永县、遂宁县等县知事（县长）。其间，王海平纂修了《涪陵县续修涪州志》二十七卷，又聘向楚续修《巴县志》。四川军阀混战期间，王海平长期任刘湘的少将顾问，为刘湘出谋划策。1919年秋，石青阳、颜德基、黄复生、卢师谛、吕超五部联合倒熊克武，刘湘派王海平作为代表参加了在顺庆召开的倒熊会议。
1937年抗日战争爆发，刘湘出川参加抗日战争，任命王海平为第一纵队军事联络组组长。1941年，蒲江县成立了蒲江县公私械弹管理委员会，王海平、李注东、李家英、刘乃铸出任名誉主任委员。1944年，王海平参加中国民主同盟，投身民主运动，并任慈善机构成都慈惠堂（理事长张澜）下属的成都女婴教养所所长。
1953年，王海平在成都病逝，享年63岁。